# Alexei A. Efros
Alexeï « Alyosha » A. Efros est un informaticien russo-américain et professeur associé à l'Université de Californie à Berkeley. Il est réputé pour ses contributions à la vision par ordinateur  et ses travaux ont été rapportés dans les médias, y compris  Wired, BBC News, The New York Times, et le New Yorker,,,.

## Biographie
Efros est né le 9 avril 1975 à Saint-Pétersbourg alors en USSR. Son père, Alexei L. Efros (en), est alors professeur de physique à l'Institut physico-technique Ioffe. La famille émigre aux États-Unis lorsqu'Alexeï a 14 ans et s'installe à Salt Lake City en 1991. Il est diplômé de l'université de l'Utah en 1997 et étudie à l'université de Californie à Berkeley pour son PhD, obtenu sous la direction de  Jitendra Malik (en) en 2003 (titre de la thèse : « Data-driven Approaches for Texture and Motion »). 
Il est ensuite pendant un an post-doc à l'université d'Oxford où il travaille dans le groupe de recherche en robotique avec Andrew Zisserman. Il rejoint en 2004 l'université Carnegie-Mellon comme professeur assistant, et y devient professeur associé en 2010. En 2013 il passe à l'Université de Californie à Berkeley, d'abord comme professeur associé, puis professeur titulaire en 2017. Il est un an au laboratoire WILLOW de  l'École normale supérieure à Paris en 2009.

## Travaux
En 1999, il publie avec Thomas K. Leung un article sur la synthèse des textures par modélisation non paramétrique (« Image Growing »), ce qui simplifie considérablement la synthèse et a eu un effet novateur dans ce domaine. Son travail avec James Hays en 2008 a également été très influent. Les images y étaient complétées par des algorithmes qui analysaient des millions d'images similaires sur Internet ou à partir de vastes bases de données. Cette méthode a été largement utilisée par la suite. Il a ensuite développé des algorithmes de transformation d'images par apprentissage profond en vue de colorier des photos en noir et blanc, à filtrer les caractéristiques typiques d'une ville à partir de nombreuses photos (« What makes Paris look like Paris ? »), ou à filtrer les éléments de style temporels dans portraits des annuaires des lycées(« A Century of Portraits: A Visual Historical Record of American High School Yearbooks »).

## Publications (sélection)
- [1999] Alexei A. Efros et Thomas K. Leung, « Texture synthesis by non-parametric sampling », Proceedings of the International Conference on Computer Vision, Kerkyra, Corfu, IEEE Computer Society, vol. 2,‎ 1999, p. 1033-1038 (ISBN 0-7695-0164-8, DOI 10.1109/ICCV.1999.790383, lire en ligne).
- [2008] Derek Hoiem, Alexei A. Efros et Martial Hebert, « Putting Objects in Perspective », International Journal of Computer Vision, vol. 80, no 1,‎ 2008, p. 3-15 (ISSN 0920-5691, DOI 10.1007/s11263-008-0137-5, lire en ligne).
- [2007] James Hays et Alexei A. Efros, « Scene completion using millions of photographs », ACM Transactions on Graphics, vol. 26, no 3,‎ 2007, article no 4 (DOI 10.1145/1276377.1276382, lire en ligne)
- [2014] Jun-Yan Zhu, Aseem Agarwala, Alexei A. Efros, Eli Shechtman et Jue Wang, « Mirror mirror: crowdsourcing better portraits. », ACM Transactions on Graphics (SIGGRAPH Asia), vol. 33, no 36,‎ 2014, p. 234:1-234:12, article no 234 (DOI 10.1145/2661229.2661287, lire en ligne)
- [2016] Carl Doersch, Saurabh Singh, Abhinav Gupta, Josef Sivic et Alexei A. Efros, « What makes Paris look like Paris? », Communications of the ACM, vol. 58, no 12,‎ 2015, p. 103–110 (ISSN 0001-0782, DOI 10.1145/2830541, lire en ligne)
- [2016] Richard Zhang, Phillip Isola et Alexei A. Efros, « Colorful Image Colorization », European Conference on Computer Vision, Springer-Verlag, lecture Notes in Conputer Science,‎ 2016, p. 649-666
- [2015] Shiry Ginosar, Kate Rakelly, Sarah Sachs, Brian Yin et Alexei A. Efros, « A Century of Portraits: A Visual Historical Record of American High School Yearbooks », Extreme Imaging Workshop, International Conference on Computer Vision,‎ 2015, p. 652-658 (lire en ligne)

## Prix et récompenses
Efros obtient une bourse Guggenheim en 2008.  En 2016, il est lauréat du  prix ACM en informatique.